# Tep Vanny
Dans ce nom khmer, le nom de famille, Tep, précède le nom personnel.
Tep Vanny, (ទេព វន្នី en khmer), née le 12 avril 1980 à Phnom Penh au Cambodge, est une militante cambodgienne des droits sur les terres et défenseuse des droits de l'homme. 
Elle est la fondatrice et la dirigeante de « Boeung Kak 13 », un groupe de militants qui mènent des manifestations pacifiques depuis 2008 contre le gouvernement cambodgien qui loue des terres à une société privée, ce qui conduit à l'expulsion forcée de près de 20 000 habitants de la région du lac Boeung Kak au nord de Phnom Penh. Ses arrestations successives et sa détention déclenchent une campagne internationale demandant sa libération.

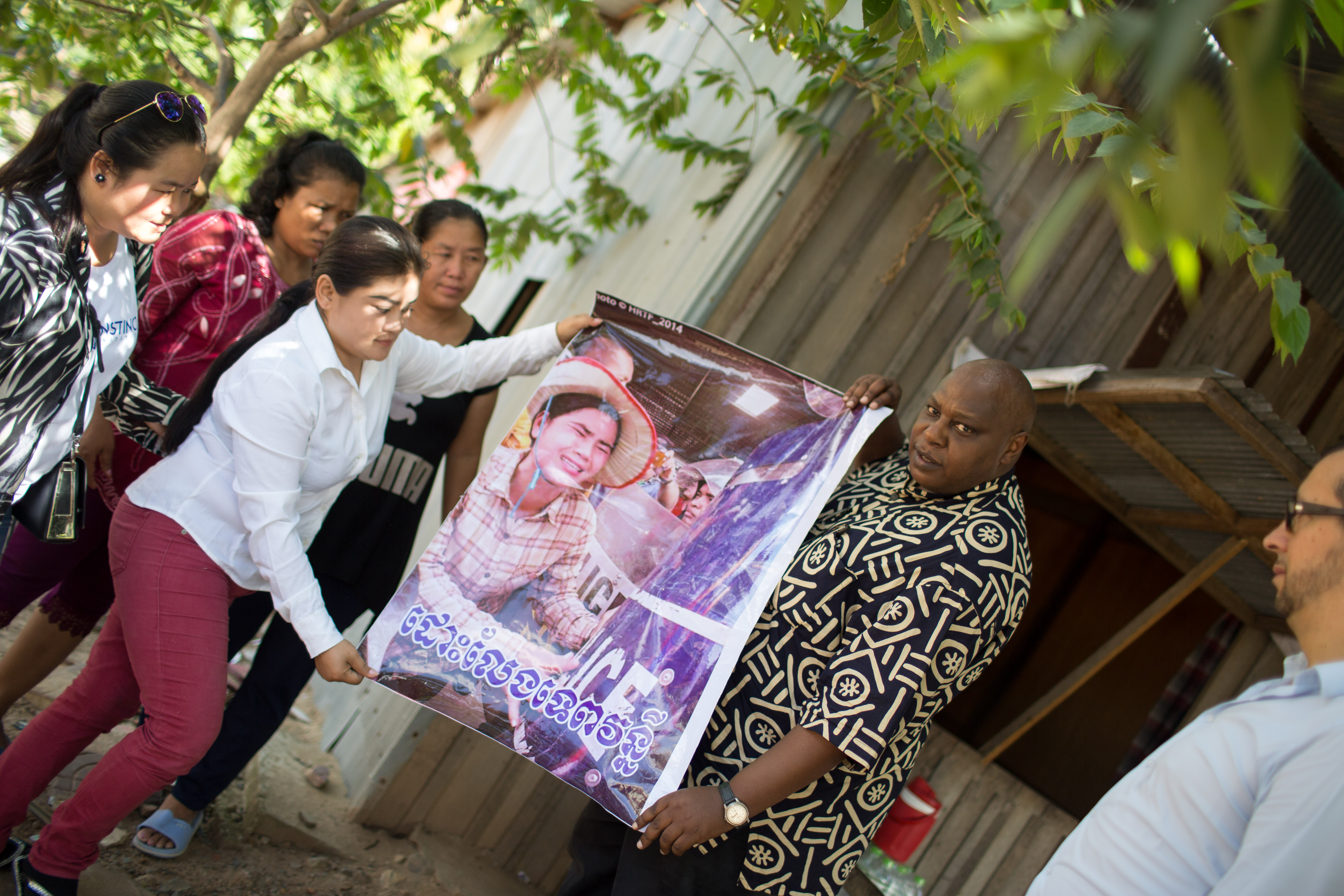
Groupe de militants de Boeung Kak tenant une affiche de leur camarade militante emprisonnée Tep Vanny

## Biographie

### Débuts professionnels, famille
Tep Vanny commence par habiter dans la province de Kandal avant de déménager en 1998 à Phnom Penh, la capitale, où elle travaille comme épicière. Son mari Ou Kong Chea est fonctionnaire au ministère de la Défense. Ils ont deux enfants, Ou Kong Panha et Ou Sovann Neakreach. Ou Kong Chea perd son emploi lorsque le couple refuse d'accepter l'offre de rachat de leur terrain dans le quartier de Boueng Kak, à un prix qu'ils jugent inférieur à la valeur marchande,.

### Militantisme
Dans le cadre du programme de concession foncière économique (Economic Land Concession, ELC) du gouvernement cambodgien qui sert de base légale pour l'octroi de terres à des sociétés étrangères, les terres autour du lac Boeung Kak sont louées pour 79 millions de dollars pour la réalisation d'un projet de développement immobilier à la société Shukaku Inc., propriété personnelle de Lau Meng Khin, sénateur du Parti du peuple cambodgien (CPP) au pouvoir, en partenariat avec le groupe chinois Erdos Hongjun Investment Corporation. Cette action entraîne l'expulsion forcée d'environ 3 500 familles de leurs logements, soit 17 500 personnes.
Sous la direction de Tep Vanny, en réponse à ces expulsions de masse, les femmes de la région commencent à organiser des manifestations pacifiques sur le terrain. Le groupe devient connu sous le nom de « Boeung Kak 13 » et continue à protester même après les expulsions. Grâce à leurs actions, ils peuvent attirer l'attention sur le conflit et par la suite, en 2011, la Banque mondiale gèle tous les prêts au Cambodge. Le groupe des militants de Boeung Kak 13 est arrêté par le gouvernement cambodgien ; le 24 mai 2012, ils sont reconnus coupables d'occupation illégale des terres et condamnés à deux ans et demi de prison,.
L'arrestation et l'emprisonnement des membres de Boeung Kak 13 sont rendus publics sur la scène internationale par Amnesty International dans le but d'obtenir l'annulation de leur condamnation lors d'une audience en appel le 26 juin 2012.
Tep Vannu est de nouveau arrêtée le 15 août 2016 pour avoir protesté contre la détention arbitraire de défenseurs des droits de l'homme, et elle est condamnée à six mois de prison pour « insulte à un agent public ». Au lieu d'être libérée à la fin de sa peine, les autorités ressortent une vieille affaire et la condamnent de nouveau le 23 février 2017 pour « violences intentionnelles avec circonstances aggravantes », en vertu de l'article 218 du Code pénal cambodgien. Elle est condamnée à deux ans et six mois de prison. Plusieurs organisations internationales de défense des droits humains comme Amnesty International et la Fédération internationale pour les droits humains (FIDH) dénoncent cette condamnation arbitraire,.
En août 2018, Tep Vanny reçoit la grâce royale du roi Norodom Sihamoni du Cambodge à la demande du Premier ministre Hun Sen et elle est libérée de prison,. Trois de ses camarades militants de Boeung Kak 13, Heng Mom, Bo Chhorvy et Kong Chantha, sont également graciés.

### Reconnaissance internationale
Tep Vanny est la porte-parole de la communauté du lac Boeung Kak et donne trois conférences aux États-Unis, ainsi qu'en France, au Brésil, aux Pays-Bas, à Singapour et en Thaïlande. En 2013, Tep Vanny reçoit le Vital Voices Global Leadership Award lors d'une cérémonie présidée par l'ancienne secrétaire d'État américaine Hillary Clinton,,.

## Distinctions
- 2013 : Prix du leadership mondial Vital Voices[17].

## Documentaire
Le cinéaste Christopher Kelly sort le 11 juin 2016 le documentaire Un printemps cambodgien. Les images ont été filmées sur une période de 6 ans et se concentrent sur les expulsions de terres effectuées par le gouvernement cambodgien dans la région du lac Boueng Kak. Le film suit les actions de trois militants cambodgiens des droits fonciers et défenseurs des droits humains, dont Tep Vanny.